# Отбежав на 50 шагов, насмехаться над отбежавшими на 100 шагов
Отбежав на 50 шагов, насмехаться над отбежавшими на 100 шагов (五十步笑百步  wǔshí bù xiào bǎi bù) — популярный в Китае чэнъюй. Впервые встречается в «Мэнцзы» (孟子‧梁惠王上) в диалоге между древнекитайским мудрецом Мэн-цзы и лянским ваном Хуэем, который пожаловался учителю на то, что, несмотря на всю его заботу о подданных, численность населения соседнего царства больше, хотя правитель того царства ничего не делает на благо народа.
Мэн-цзы в ответ привёл ему притчу о воинах, которые, бросив оружие и убежав с поля битвы на 50 шагов, стали насмехаться над теми, кто убежал на 100 шагов. Далее Мэн-цзы сказал:

Не нарушайте сроков полевых работ, и хлеба у вас будет не под силу съесть. Не закидывайте густых сетей в пруды и водоёмы, тогда рыб и черепах тоже не под силу будет съесть. Ходите в лес с топорами и секирами в надлежащее время, и древесины у вас будет не под силу извести. Когда будет не в силах съесть хлеба и черепах, когда будет не под силу извести древесину, тогда это и позволит народу не сетовать, как прокормить народившихся и как похоронить умерших. Если не будет таких сетований, тогда и наступит начало настоящего вановского пути в управлении народом.
А до тех пор вся забота о народе ваном Хуэем, по мнению Мэн-цзы, мало чем отличается от политики соседнего правителя, который вообще ничего не делает для блага народа.